# Badreddine Benachour
Badreddine Benachour (sinh ngày 2 tháng 7 năm 1994) là một cầu thủ bóng đá người Maroc hiện tại thi đấu cho đội bóng tại Botola Wydad Casablanca ở vị trí thủ môn.